# ラルヴィク
ラルヴィク （Larvik）はノルウェー・ヴェストフォル県の都市・基礎自治体。オスロの南西105キロにある。基礎自治体の面積は812平方キロメートル、人口は48,246人（2023年）。経済は農業、商業、サービス業、運送業に依存している。ラルヴィクはミネラルウォーターFarriskildeneの水源として知られ、ファリスのブランド名で売られている。また、世界最北のブナ林Fagus sylvaticaがある。

## 歴史
ラルヴィクは、1671年に初代ラルヴィク伯ウルリクによって建設された。今日、ラルヴィクはトレショウ荘園からなっているが、この荘園の所有者はノルウェー屈指の大富豪ミレ＝マリーエ・トレショウである。1820年代に最後のラルヴィク伯が破産した後、トレショウ家が買い上げたためである。

## 名前の由来
ノース語*Lagarvíkに由来する。logrは水や川、víkは入り江を意味する。すなわちニュメダール川河口という意味となる。1889年までデンマーク語のLaurvikというつづりだった。

## 紋章

1989年から2018年までの紋章

現在の紋章は2018年01月01日に制定され、「銀の滴」（Sølvdråper）と呼ばれている。1989年から2018年まで使用していた紋章は、三本の帆がついたマストを表す。

## 姉妹都市
- Borlänge、スウェーデン
- フレゼリクスハウン、デンマーク
- ユヴァスキュラ、フィンランド
- マルボルク、ポーランド

## 著名な出身者
- トール・ヘイエルダール (1914年-2002年), 民俗学者
- アルネ・ノールヘイム (1931年-2010年),作曲家